# Административное деление Болгарии
В административном отношении Болгария делится на 28 областей (болг. област), которые подразделяются на 266 общин (болг. община).
Общины руководятся кметами. Центральное государственное управление в областях осуществляется «областными управителями», которых назначает Совет министров. В соответствии с Регламентом Европейского союза № 1059/2003, территория Болгарии разделяется на два региона первого порядка и шесть регионов второго порядка. Они не являются административно-территориальными единицами, а только статистическими зонами страны.

## Местное самоуправление
Общины являются основными административно-территориальными единицами, в которых осуществляется местное самоуправление.
Каждую общину возглавляет кмет, выбираемый гражданами общины местными выборами путём прямого, равного и тайного голосования через каждые 4 года. В отличие от руководителей центральной власти — президент, премьер-министр — для кмета нет ограничения количества сроков пребывания в должности. Так, в 2007 году местные выборы в селе Божурка в 10-й раз подряд выиграл Хрюстем Ахмедов, который тогда занимал должность кмета уже 36-й год подряд.
Местные органы самоуправления называются «Общинные советы» (болг. общински съвети). Членов общинных советов называются «общинные советники» (болг. общински съветници). Их выбирают также местными выборами. Они следуют за кандидатом в кметы в бюллетене той же партии (того же блока) на местных выборах и входят в состав совета пропорционально результатам выборов. Общинный совет помогает кмету управлять общиной (так как большинство состоит из представителей той партии или коалиции, которую представляет кмет) и контролирует его действия (так как в муниципальных советах есть меньшинство из оппозиционных представителей тех партий или блоков, которые проиграли выборы).
Общинные советники получают гонорар после каждого заседания совета, но они невелики, почти никогда не являются их основным доходом. В мелких общинах советниками становятся люди из местной интеллигенции — юристы, врачи, предприниматели. Чем больше община, тем больше представителей крупного бизнеса и профессиональных политиков входит в состав муниципального совета.
Крупные общины делятся на «кметства» (каждое с населением не менее 350 чел.), которые возглавляют «кметские наместники», назначаемые кметом общины.
Общины 3 самых крупных городов (София, Пловдив, Варна) административно делятся на районы, включающие части этих городов и другие населенные пункты:
- Столичная община имеет 24 района, 4 города (София, Банкя, Нови-Искыр, Бухово), 34 села;
- Община Пловдив имеет 6 районов, 1 город (Пловдив);
- Община Варна имеет 5 районов, 1 город (Варна), 5 сёл.

Районные администрации возглавляют «районные кметы», выбираемые местными выборами.

## Областная администрация
Территория Болгарии делится на 28 областей, в каждую из которых административно входит в среднем 8-9 общин.
Области являются основными административно-территориальными единицами, в которых осуществляется центральное государственное управление. Областями руководят «Областные управители» (Областен управител), которых назначает Совет министров.
У каждой региональной службы — полиции, здравоохранения, экологического надзора и т. д. — есть собственная субординация вплоть до соответствующего министра. Областные управители организуют взаимодействие и оперативно руководят согласованием действий разных центральных государственных служб на местном уровне.
Названия общин и областей соответствуют названиям их административных центров. Город София является административным центром как большой по территории Софийской области, так и маленькой по площади столичной Области София (называемой также «Город София»).

### Области Болгарии
| №  | Область                  | Население, чел. (2001) | Население, чел. (2011) | Население, чел. (2016) | % от общего населения | Площадь, км² | Плотность, чел./км² | Число муниципалитетов |
| -- | ------------------------ | ---------------------- | ---------------------- | ---------------------- | --------------------- | ------------ | ------------------- | --------------------- |
| 1  | Благоевградская область  | 341 173                | 323 552                | 310 321                | 4,36                  | 6449         | 48,08               | 14                    |
| 2  | Бургасская область       | 423 547                | 415 817                | 412 684                | 5,89                  | 7748         | 53,26               | 13                    |
| 3  | Добричская область       | 215 217                | 189 677                | 178 438                | 2,51                  | 4720         | 37,80               | 8                     |
| 4  | Габровская область       | 144 125                | 122 702                | 112 334                | 1,58                  | 2023         | 55,52               | 4                     |
| 5  | Хасковская область       | 277 478                | 246 238                | 233 415                | 3,28                  | 5470         | 42,67               | 11                    |
| 6  | Кырджалийская область    | 164 019                | 152 808                | 150 837                | 2,12                  | 3209         | 47,00               | 7                     |
| 7  | Кюстендилская область    | 162 534                | 136 686                | 123 431                | 1,73                  | 3084         | 40,02               | 9                     |
| 8  | Ловечская область        | 169 951                | 141 422                | 129 222                | 1,81                  | 4129         | 31,29               | 8                     |
| 9  | Монтанская область       | 182 258                | 148 098                | 134 669                | 1,89                  | 3636         | 37,03               | 11                    |
| 10 | Пазарджикская область    | 310 723                | 275 548                | 260 814                | 3,67                  | 4459         | 58,49               | 11                    |
| 11 | Перникская область       | 149 832                | 133 530                | 123 770                | 1,74                  | 2392         | 51,74               | 6                     |
| 12 | Плевенская область       | 311 985                | 269 752                | 248 138                | 3,49                  | 4337         | 57,21               | 11                    |
| 13 | Пловдивская область      | 715 816                | 683 027                | 671 573                | 9,45                  | 5962         | 112,64              | 18                    |
| 14 | Разградская область      | 152 417                | 125 190                | 115 402                | 1,62                  | 2637         | 43,76               | 7                     |
| 15 | Русенская область        | 266 157                | 235 252                | 223 489                | 3,14                  | 2803         | 79,73               | 8                     |
| 16 | Шуменская область        | 204 378                | 180 528                | 174 476                | 2,45                  | 3390         | 51,46               | 10                    |
| 17 | Силистренская область    | 142 000                | 119 474                | 111 957                | 1,57                  | 2846         | 39,33               | 7                     |
| 18 | Сливенская область       | 218 474                | 197 473                | 189 788                | 2,67                  | 3544         | 53,55               | 4                     |
| 19 | Смолянская область       | 140 066                | 121 752                | 109 425                | 1,54                  | 3193         | 34,27               | 10                    |
| 20 | Город София              | 1 170 842              | 1 291 591              | 1 323 637              | 18,63                 | 1345         | 984,11              | 1                     |
| 21 | Софийская область        | 273 240                | 247 489                | 234 185                | 3,29                  | 7059         | 33,17               | 22                    |
| 22 | Старозагорская область   | 370 615                | 333 265                | 321 377                | 4,52                  | 5152         | 62,37               | 11                    |
| 23 | Тырговиштская область    | 137 689                | 120 818                | 113 694                | 1,60                  | 2716         | 41,86               | 5                     |
| 24 | Варненская область       | 462 013                | 475 074                | 472 654                | 6,65                  | 3818         | 123,79              | 12                    |
| 25 | Великотырновская область | 293 172                | 258 494                | 242 259                | 3,41                  | 4662         | 51,96               | 10                    |
| 26 | Видинская область        | 130 074                | 101 018                | 88 867                 | 1,25                  | 3033         | 29,30               | 11                    |
| 27 | Врацкая область          | 243 036                | 186 848                | 168 727                | 2,37                  | 3620         | 46,60               | 10                    |
| 28 | Ямбольская область       | 156 070                | 131 447                | 122 276                | 1,72                  | 3336         | 36,65               | 5                     |
|    | Всего                    | 7 928 901              | 7 364 570              | 7 101 859              | 100                   | 110 772      | 64,11               | 264                   |

## Регионы Болгарии
Регионы планирования Болгарии — территориальные единицы, образованные в соответствии с Регламентом Европейского союза № 1059/2003. Регионы созданы для планирования, программирования, управления, ресурсного обеспечения, наблюдения и оценки регионального развития в соответствии с общей классификацией территориальных единиц для статистических целей, использующейся в Европейском союзе. Данные регионы не являются административно-территориальными единицами, а только статистическими зонами страны.
Территория Болгарии разделяется на 2 региона первого порядка и 6 регионов второго порядка:
Регион «Северная и Юго-Восточная Болгария»:
| - Северо-Западный регион Болгарии - Видинская область - Врацкая область - Ловечская область - Монтанская область - Плевенская область | - Северно-Центральный регион Болгарии - Великотырновская область - Габровская область - Разградская область - Русенская область - Силистренская область | - Северо-Восточный регион Болгарии - Варненская область - Добричская область - Тырговиштская область - Шуменская область | - Юго-Восточный регион Болгарии - Бургасская область - Сливенская область - Старозагорская область - Ямболская область |

Регион «Юго-Западная и Южно-Центральная Болгария»:
| - Юго-Западный регион Болгарии - Благоевградская область - Кюстендилская область - Перникская область - Софийская область - София (столичная область) | - Южно-Центральный регион Болгарии - Кырджалийская область - Пазарджикская область - Пловдивская область - Смолянская область - Хасковская область |

## История

### 1952—1956 годы
Столица — София.
Страна народной демократии.
Расположена в Юго-Восточной Европе на Балканском полуострове.
Координаты: 41°14′—44°12′ сев. широты, 22°21′—28°37′ вост. долготы.
Болгария граничит с Румынией, Югославией, Грецией и Турцией.
Площадь: 110,8 тыс. км².
Население: 7 160 тыс. (по оценке 1948 года).
В административном отношении страна разделена на округа (окръг), округа делятся на околии, околии — на общины.
Болгария делится на 12 округов, 102 околии (95 городских и 7 сельских околий), 2 142 общины (108 городских и 2 034 сельских общины).
Столица — г. София — с окрестностями, так называемая Большая София, выделена в отдельную административную единицу Софийска градска околия и приравнена к округу.
Деление на 12 округов установлено законом 1950 года.
| №  | Округа          | Административный центр |
| -- | --------------- | ---------------------- |
| 1  | Благоевградский | Благоевград            |
| 2  | Бургасский      | Бургас                 |
| 3  | Вратчанский     | Вратца                 |
| 4  | Коларовградский | Коларовград            |
| 5  | Плевенский      | Плевен (Плевна)        |
| 6  | Пловдивcкий     | Пловдив                |
| 7  | Русенский       | Русе (Рущук)           |
| 8  | Софийский       | София                  |
| 9  | София (город)   | София                  |
| 10 | Сталинский      | Сталин                 |
| 11 | Стара-Загорский | Стара-Загора           |
| 12 | Тырновский      | Тырново                |
| 13 | Хасковский      | Хасково                |

#### Изменения
- В 1956 году город Сталин и Сталинский округ переименованы в Варну и Варненский округ.

### 1957—1964 годы
Столица — София.
Болгария расположена в Юго-Восточной Европе на Балканском полуострове.
Граничит с Румынией, Югославией, Грецией и Турцией.
Площадь: 110,8 тыс. км².
Население: 7 629 тыс. человек (по переписи 1956 года, предварительный результат).
В административном отношении страна разделена на округа (окръг), округа делятся на околии, околии — на общины.
Кроме того, столица — г. София — с окрестностями выделена в отдельную административную единицу и приравнена к округу.
Болгария делится на 12 округов. Деление на 12 округов установлено законом 1950 года.
| №  | Округа          | Административный центр |
| -- | --------------- | ---------------------- |
| 1  | Благоевградский | Благоевград            |
| 2  | Бургасский      | Бургас                 |
| 3  | Варненский      | Варна                  |
| 4  | Вратчанский     | Вратца                 |
| 5  | Коларовградский | Коларовград            |
| 6  | Плевенский      | Плевен                 |
| 7  | Пловдивcкий     | Пловдив                |
| 8  | Русенский       | Русе                   |
| 9  | Софийский       | София                  |
| 10 | София (город)   | —                      |
| 11 | Стара-Загорский | Стара-Загора           |
| 12 | Тырновский      | Тырново                |
| 13 | Хасковский      | Хасково                |

#### Изменения
- В 1959 году страна разделена на 30 округов.

### 1965—1970 годы
Столица — София.
Народная Республика Болгария расположена в Юго-Восточной Европе на Балканском полуострове.
Площадь — 110,9 тыс. км².
Население — 8 163 тыс. человек (по оценке 1 октября 1964 года).
Государственный язык — болгарский.
С 1959 года страна разделена на 30 округов, в том числе города (городские общины): столица София, а также Варна и Пловдив, приравненные к округам и непосредственно подчинённые центральным органам государственной власти. Округа разделены на 1104 общины.
| № на карте | Округа           | Площадь, тыс. км² | Население, тыс. чел. (оценка на конец 1961) | Административный центр | Население, тыс. чел. (оценка на 1960) |
| ---------- | ---------------- | ----------------- | ------------------------------------------- | ---------------------- | ------------------------------------- |
| 27         | Благоевградский  | 6,4               | 298,9                                       | Благоевград            | 26,4                                  |
| 26         | Бургасский       | 7,6               | 368,5                                       | Бургас                 | 85,2                                  |
| 15         | Варненский       | 3,7               | 190,4                                       | Варна                  | 143,0                                 |
| 14         | Варна            | 0,2               | 151,6                                       | —                      | —                                     |
| 1          | Видинский        | 3,1               | 188,1                                       | Видин                  | 31,1                                  |
| 3          | Врачанский       | 4,2               | 311,8                                       | Враца                  | 30,9                                  |
| 10         | Габровский       | 2,1               | 157,3                                       | Габрово                | 46,0                                  |
| 13         | Коларовградский  | 3,3               | 236,7                                       | Коларовград            | 57,4                                  |
| 29         | Кырджалийский    | 4,0               | 270,4                                       | Кырджали               | 28,6                                  |
| 16         | Кюстендилский    | 3,0               | 195,8                                       | Кюстендил              | 32,0                                  |
| 9          | Ловечский        | 4,1               | 214,6                                       | Ловеч                  | 25,4                                  |
| 2          | Михайловградский | 3,6               | 244,9                                       | Михайловград           | 19,7                                  |
| 20         | Пазарджикский    | 4,3               | 297,3                                       | Пазарджик              | 46,6                                  |
| 17         | Перникский       | 2,4               | 188,8                                       | Перник                 | 71,4                                  |
| 4          | Плевенский       | 4,1               | 354,7                                       | Плевен                 | 69,4                                  |
| 22         | Пловдивский      | 4,6               | 306,9                                       | Пловдив                | 171,4                                 |
| 21         | Пловдив          | 1,0               | 299,3                                       | —                      | —                                     |
| 6          | Разградский      | 2,6               | 193,3                                       | Разград                | 21,2                                  |
| 5          | Русенский        | 2,7               | 259,4                                       | Русе                   | 107,8                                 |
| 7          | Силистринский    | 2,9               | 169,1                                       | Силистра               | 24,3                                  |
| 24         | Сливенский       | 3,6               | 213,6                                       | Сливен                 | 58,6                                  |
| 28         | Смолянский       | 3,6               | 149,5                                       | Смолян                 | 5,0                                   |
| 19         | Софийский        | 7,3               | 329,6                                       | София                  | 692,4                                 |
| 18         | София            | 1,1               | 773,1                                       | —                      | —                                     |
| 23         | Стара-Загорский  | 4,9               | 334,5                                       | Стара-Загора           | 71,1                                  |
| 8          | Толбухинский     | 4,7               | 238,7                                       | Толбухин               | 46,0                                  |
| 12         | Тырговиштенский  | 2,7               | 172,8                                       | Тырговиште             | 18,6                                  |
| 11         | Тырновский       | 4,7               | 345,3                                       | Тырново                | 30,0                                  |
| 30         | Хасковский       | 4,1               | 294,4                                       | Хасково                | 50,7                                  |
| 25         | Ямбольский       | 4,4               | 230,1                                       | Ямбол                  | 51,2                                  |

#### Изменения
- В 1965 году город Тырново и Тырновский округ переименованы в Велико-Тырново и Великотырновский округ.
- В декабре 1965 года город Коларовград и Коларовградский округ переименованы в Шумен и Шуменский округ.

### 1971—1987 годы
Столица — София.
Народная Республика Болгария расположена в Юго-Восточной Европе на Балканском полуострове.
Площадь — 110,9 тыс. км².
Население — 8 524 тыс. человек (по оценке на 31 декабря 1970 года).
Государственный язык — болгарский.
Болгария в административном отношении разделена на 27 округов и 1 городской округ — г. София.
Округа делятся на 1161 общину (176 городских и 985 сельских общин).
| № на карте | Округа           | Площадь, тыс. км² | Население, тыс. чел. (оценка на конец 1969) | Административный центр | Население, тыс. чел. (оценка на конец 1969) |
| ---------- | ---------------- | ----------------- | ------------------------------------------- | ---------------------- | ------------------------------------------- |
| 25         | Благоевградский  | 6,5               | 310,6                                       | Благоевград            | 36,5                                        |
| 24         | Бургасский       | 7,6               | 404,2                                       | Бургас                 | 131,7                                       |
| 14         | Варненский       | 3,9               | 397,8                                       | Варна                  | 219,0                                       |
| 11         | Великотырновский | 4,7               | 333,2                                       | Велико-Тырново         | 43,8                                        |
| 1          | Видинский        | 3,1               | 175,6                                       | Видин                  | 44,6                                        |
| 3          | Врачанский       | 4,2               | 302,8                                       | Враца                  | 47,6                                        |
| 10         | Габровский       | 2,1               | 188,4                                       | Габрово                | 71,8                                        |
| 27         | Кырджалийский    | 4,0               | 296,4                                       | Кырджали               | 41,5                                        |
| 15         | Кюстендилский    | 3,0               | 197,5                                       | Кюстендил              | 43,7                                        |
| 9          | Ловечский        | 4,1               | 221,3                                       | Ловеч                  | 40,0                                        |
| 2          | Михайловградский | 3,6               | 236,9                                       | Михайловград           | 34,2                                        |
| 19         | Пазарджикский    | 4,3               | 306,2                                       | Пазарджик              | 61,4                                        |
| 16         | Перникский       | 2,4               | 181,4                                       | Перник                 | 79,9                                        |
| 4          | Плевенский       | 4,1               | 349,8                                       | Плевен                 | 92,5                                        |
| 20         | Пловдивский      | 5,5               | 658,3                                       | Пловдив                | 247,5                                       |
| 6          | Разградский      | 2,6               | 200,6                                       | Разград                | 35,6                                        |
| 5          | Русенский        | 2,7               | 285,9                                       | Русе                   | 149,6                                       |
| 7          | Силистринский    | 2,9               | 171,8                                       | Силистра               | 37,4                                        |
| 22         | Сливенский       | 3,6               | 233,3                                       | Сливен                 | 81,1                                        |
| 26         | Смолянский       | 3,6               | 177,0                                       | Смолян                 | 20,3                                        |
| 18         | Софийский        | 7,3               | 317,5                                       | София                  | 868,2                                       |
| 17         | София            | 1,1               | 973,5                                       | —                      | —                                           |
| 21         | Старозагорский   | 4,9               | 373,7                                       | Стара-Загора           | 109,1                                       |
| 8          | Толбухинский     | 4,7               | 239,3                                       | Толбухин               | 64,1                                        |
| 12         | Тырговиштенский  | 2,7               | 175,4                                       | Тырговиште             | 31,1                                        |
| 28         | Хасковский       | 4,1               | 289,5                                       | Хасково                | 66,9                                        |
| 13         | Шуменский        | 3,3               | 249,2                                       | Шумен                  | 69,6                                        |
| 23         | Ямболский        | 4,4               | 217,2                                       | Ямбол                  | 70,3                                        |

#### Изменения
- Административная реформа 1979 года сократила количество муниципалитетов с 1374 до 291.
- В 1986 году насчитывалось 300 муниципалитетов.
- В августе 1987 года 28 округов были объединены в 8 областей и 1 городскую (столичную) область.

### 1987—1998 годы
C августа 1987 по конец 1998 года Болгария делилась на 8 областей и 1 городскую (столичную) область:
1. Бургаская область. Центр — Бургас
2. Варненская область. Центр — Варна
3. Ловечская область. Центр — Ловеч
4. Михайловградская область (с 1993 — Монтанская). Центр — Михайловград (в 1993 переименован в Монтану)
5. Пловдивская область. Центр — Пловдив
6. Разградская область (с 1990 — Русенская). Центр — Разград (в 1990 перенесён в Русе)
7. Город София. Центр — София
8. Софийская область. Центр — София
9. Хасковская область. Центр — Хасково